# Valea Popii (okręg Prahova)
Valea Popii – wieś w Rumunii, w okręgu Prahova, w gminie Valea Călugărească. W 2011 roku liczyła 914 
mieszkańców.